# Doug Cowie
Doug Cowie, właśc. Douglas Cowie (ur. 1 maja 1926 w Aberdeen, zm. 27 listopada 2021) – szkocki piłkarz występujący na pozycji obrońcy, a także trener.

## Kariera klubowa
W swojej karierze Cowie reprezentował barwy zespołów Dundee F.C. oraz Greenock Morton. Wraz z Dundee w sezonie 1949/1949 wywalczył wicemistrzostwo Szkocji.

## Kariera reprezentacyjna
W reprezentacji Szkocji Cowie zadebiutował 18 kwietnia 1953 w zremisowanym 2:2 meczu British Home Championship z Anglią.
W 1954 roku został powołany do kadry na mistrzostwa świata. Wystąpił na nich w meczach z Austrią (0:1) i Urugwajem (0:7), a Szkocja odpadła z turnieju po fazie grupowej.
W 1958 roku ponownie był w kadrze na mistrzostwa świata. Zagrał na nich w spotkaniach z Jugosławią (1:1) oraz Paragwajem (2:3), a Szkocja ponownie zakończyła turniej na fazie grupowej.
W latach 1953–1958 w drużynie narodowej Cowie rozegrał 20 spotkań.

## Kariera trenerska
W swojej karierze trenerskiej Cowie prowadził zespół Raith Rovers.